# 皮亚尔科
皮亚尔科（英語：Piarco）是加勒比海岛国特立尼达和多巴哥特立尼达岛北部的一座城镇，也是皮亚尔科国际机场的所在地。行政上由图纳普纳-皮亚尔科地区管辖，位于图纳普纳和特林西蒂以南，海拔高度18米。